# Chlmec, Humenné
Chlmec este o comună slovacă, aflată în districtul Humenné din regiunea Prešov. Localitatea se află la altitudinea de 210 m deasupra n.m., se întinde pe o suprafață de 7,91 km2 și în 2017 număra 580 de locuitori.

## Istoric
Localitatea Chlmec este atestată documentar din 1451.

## Demografie
| An:                | 1994 | 2004   | 2014   | 2024   |
| ------------------ | ---- | ------ | ------ | ------ |
| Număr de persoane: | 545  | 564    | 568    | 589    |
| Diferență:         |      | +3,48% | +0,70% | +3,69% |

| An:                | 2023 | 2024   |
| ------------------ | ---- | ------ |
| Număr de persoane: | 584  | 589    |
| Diferență:         |      | +0,85% |